# Laco (relojes)
Laco (nombre completo en alemán: Laco Uhrenmanufaktur GmbH) es una empresa alemana fabricante de relojes de pulsera, fundada en 1925 en Pforzheim por Frieda Lacher y Ludwig Hummel, bajo el nombre de Lacher & Co.

## Historia

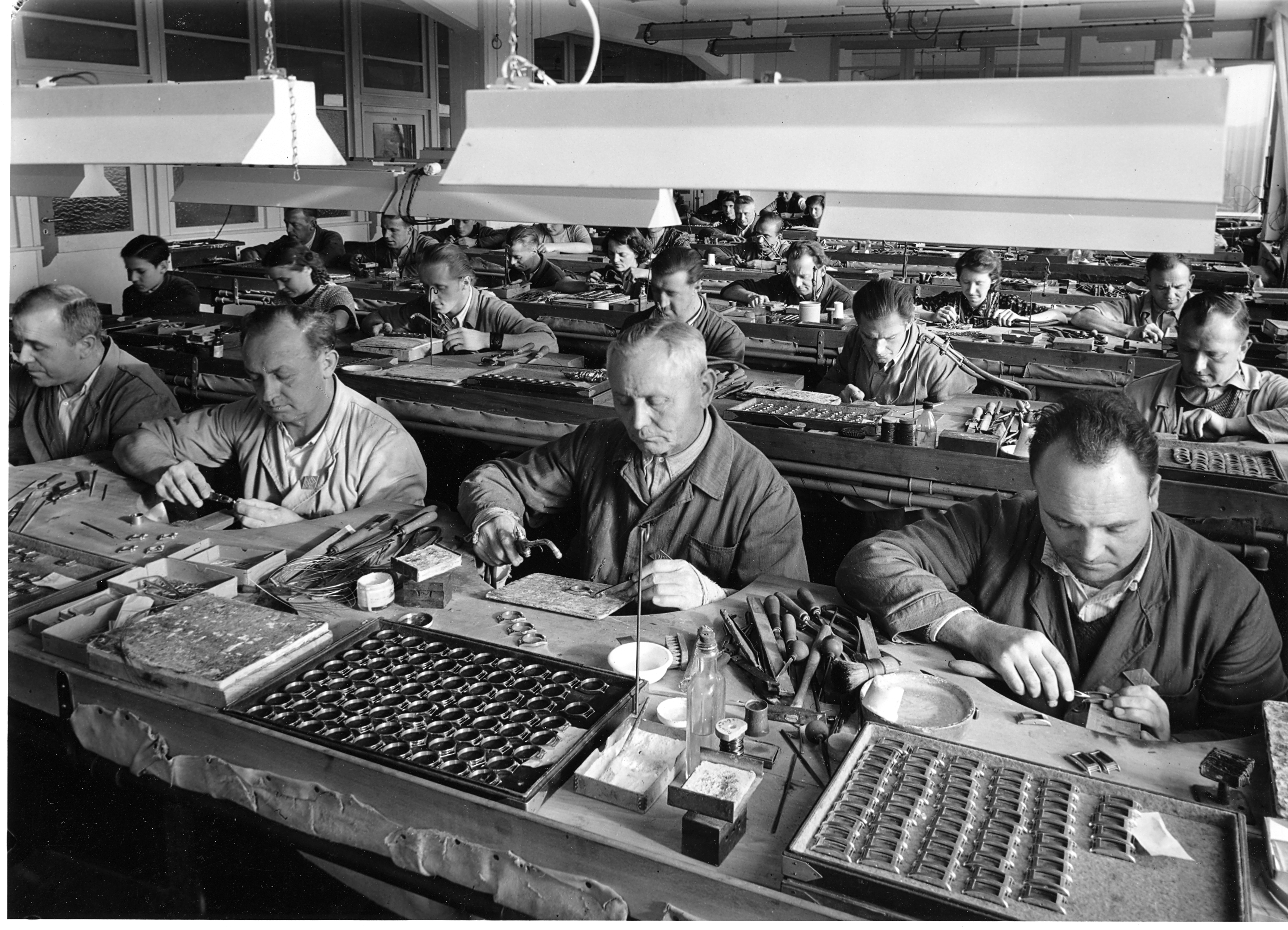
Talleres de la compañía Laco Uhrenmanufaktur (década de 1920)

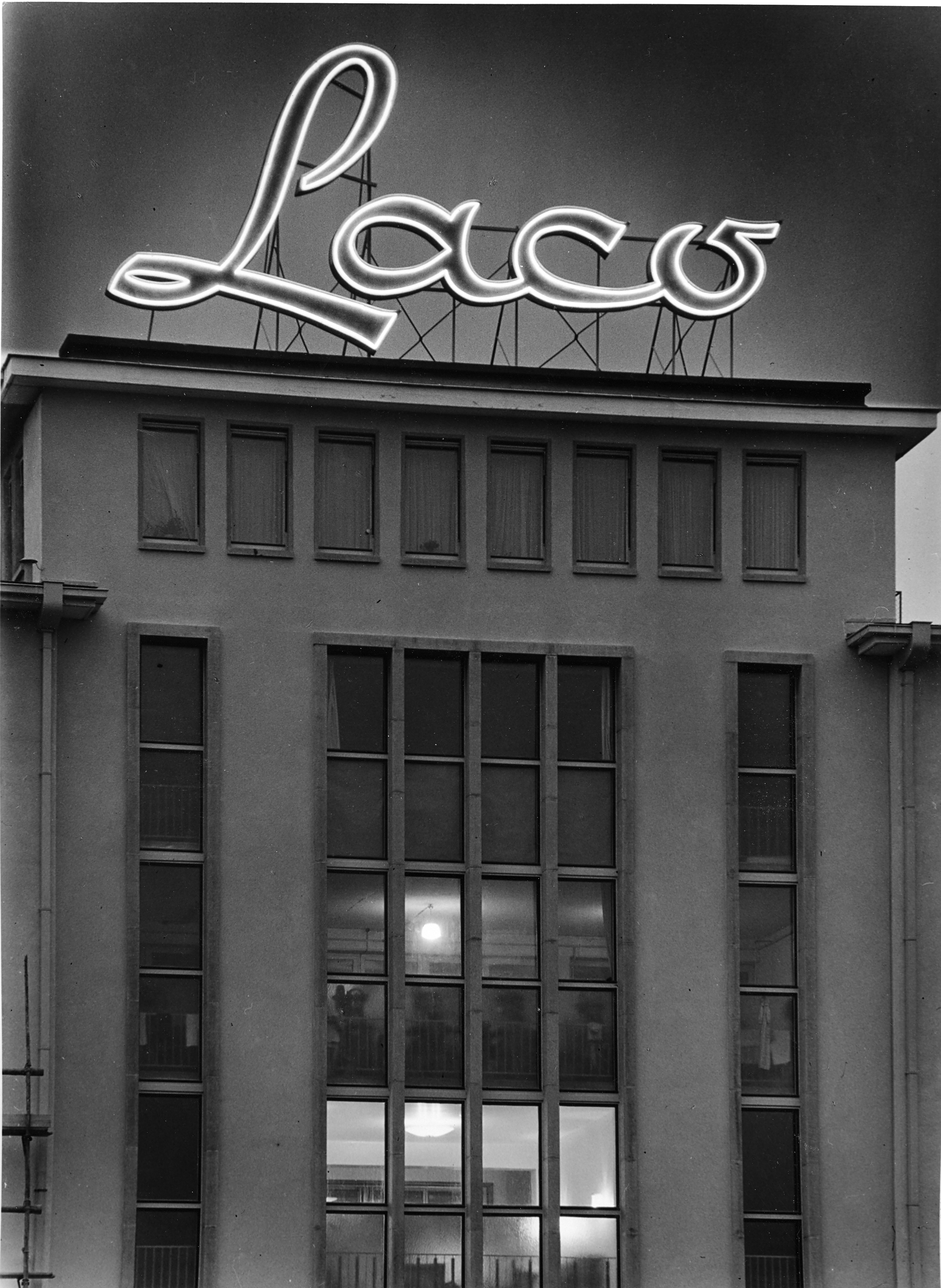
Laco Uhrenmanufaktur

El nombre de la empresa se deriva del apellido Lacher y de la abreviatura Co. En el momento de la fundación de la empresa a mediados de la década de 1920, muchos otros fabricantes de relojes en Pforzheim utilizaban casi exclusivamente movimientos de relojes procedentes de Suiza. Estos mecanismos se entregaban completos o en partes. Los trabajadores de las fábricas ensamblaban las piezas, y de esta manera podían ahorrarse los derechos de aduana.
Aunque la empresa había comenzado con éxito, después de varios años, los fundadores decidieron tomar caminos separados. El 26 de julio de 1889 se llegó a un acuerdo para que Hummel permaneciera en la empresa original, la fábrica de relojes Laco, mientras que Frieda Lacher se dedicó por su cuenta a la producción de piezas de precisión para relojes de pulsera. En 1936, Erich Lacher, el hijo de Frieda Lacher, se incorporó a su rama empresarial y asumió finalmente la dirección. Por este motivo, la empresa pasó a llamarse Erich Lacher Uhrenfabrik, y la firma empezó a producir de nuevo relojes completos.
En 1933, Hummel fundó la empresa Durowe (Deutsche Uhren Roh Werke), también situada en Pforzheim. La compañía llegó a ser una marca de prestigio mundial y, a través de su empresa filial Lacher & Co., se convirtió en el productor de relojes más conocido de Pforzheim. Al igual que otros fabricantes de relojes de la localidad, Hummel aspiraba a independizarse de los productores suizos y a crear su propia línea de relojes. Como la demanda de relojes de pulsera no despegaba en Alemania, y muchas fábricas de Pforzheim seguían necesitando movimientos procedentes de Suiza, los planes de Hummel eran difíciles de llevar a cabo.
Sin embargo, la empresa siguió creciendo hasta el inicio de la Segunda Guerra Mundial. El número de movimientos producidos por mes aumentó de 20.000 a 30.000, e incluso durante la guerra, Laco siguió fabricando movimientos y relojes. Hubo una demanda especialmente fuerte de relojes para pilotos de aviación. Los modelos de relojes estaban equipados con movimientos de puente de paletas de 22 líneas de Durowe y se ajustaban mediante un cronómetro con alta precisión.
Durowe no solo suministraba movimientos en bruto a Laco, sino también a otros fabricantes de relojes. Pronto, la cartera de productos incluyó una amplia gama de mecanismos de alta calidad para relojes de pulsera. Se fabricaron dos mecanismos redondos: 8 ¾ (cal. 318) y 10 ½ (cal. 410), así como tres mecanismos no redondos: 5 ¼ (cal. 50), 7 ¾ x 11 (cal. 275) y 10 ½. Se distinguían por una «F» adicional de «Formwerk». Todos estos modelos eran mecanismos de anclaje de paletas con espirales de embrague, una excepción en aquellos tiempos. Los mecanismos de regulación de cilindro y de horquilla de paletas de pasador seguían siendo los preferidos, pero los mecanismos de horquilla de paletas completas tendían a tener una espiral del trinquete cuya calidad y diseño se consideraban obsoletos.
Debido a los ataques aéreos aliados, casi todas las fábricas fueron destruidas y más del 80% de la localidad de Pforzheim resultó destruida. La reconstrucción avanzó rápidamente. En 1949, Laco y su empresa hermana volvieron a funcionar. Gracias al Plan Marshall, Hummel construyó una fábrica de cinco plantas para Laco-Durowe, rápidamente ampliada. A mediados de los años 1950 trabajaban allí 1.400 personas. La producción aumentó hasta 80.000 movimientos al mes.
Los movimientos de cuerda manual y también los automáticos, fabricados desde 1952, contribuyeron al fuerte repunte de Laco, de manera que Durowe pudo suministrar a los relojeros un número cada vez mayor de movimientos fiables y de alta calidad.

## Producción en Pforzheim
El modelo Laco Sport incluía el primer movimiento automático de Durowe, producido desde 1952: el Duromat de 11 ½ líneas (calibre 552). Este movimiento, con 18.000 semioscilaciones por segundo y dos rotores lineales, se basaba en el calibre 422. En 1957, se desarrolló el cronómetro Laco con cuerda manual 630 (13 líneas). De este modo, Laco pretendía repetir el éxito de su reloj de pulsera original. Se desconoce cuántos cronómetros Laco se fabricaron.

## Laco en todo el mundo
Finalmente, Laco-Durowe fue vendida a la U.S. Time Corporation (Timex). El 1 de febrero de 1959, debido a una caída de las ventas, Hummel vendió la empresa al fabricante de relojes estadounidense. Timex estaba particularmente interesada en los avances de Laco-Durowe en cuanto a las posibilidades de los relojes eléctricos y electrónicos. El Laco-electric, el primer reloj alemán eléctrico que funcionaba de manera fiable, salió al mercado en 1961. El intento de Helmut Epperlein en 1958 de sacar al mercado el primer reloj eléctrico fracasó debido a errores de diseño. El 1 de septiembre de 1965, después de 6 años y medio de propiedad, Timex vendió Laco-Durowe a la empresa suiza Ebauches S.A. Por su parte, Lacher & Co. mantuvo su nombre de empresa. Los nuevos propietarios suizos querían que Durowe produjera exclusivamente movimientos mecánicos para relojes de señora y de caballero. A través de la empresa alemana, la empresa suiza obtuvo un fácil acceso a los mercados de la Comunidad Económica Europea (EEC), que (desde 2009) se había hecho extensivo a través de la Unión Europea, más grande y más integrada. Durowe siguió siendo un fabricante dominante durante otra década: en 1974 fabricó un total de 550.000 movimientos. Pero como resultado de la revolución del cuarzo japonés, Laco-Durowe, antaño un grupo poderoso, cayó en el olvido.

## Desarrollo desde los años 1980
En los años 1980, el nombre Laco se relanzó. En las últimas décadas, la firma Erich Lacher Uhrenfabrik ha sobrevivido como una pequeña empresa hermana. El 8 de septiembre de 1988, el director ejecutivo Horst Günther adquirió los derechos del nombre y el logotipo de Laco. De esta manera, la empresa pudo fabricar una gama de productos moderna de relojes Laco de alta calidad. La mayoría de estos relojes siguen siendo mecánicos hoy en día, pero funcionan con movimientos suizos y japoneses. Andreas Günther forma parte de la sexta generación al frente de la empresa.
Para celebrar los 75 años de la fábrica de relojes, Lacher reeditó 75 de sus legendarios relojes de piloto de los años 40. El 80% de los componentes utilizados se han replicado del modelo original. El resto de componentes, en particular los piñones y la placa de rueda para el segundero central accionado indirectamente, se produjeron en cantidades limitadas. Los 75 relojes de edición limitada se vendieron por 7.500 marcos cada uno.
Como esta edición conmemorativa fue un gran éxito, la empresa decidió a principios de 2003 lanzar una nueva serie de relojes de piloto Laco. Se ofrecieron en exclusiva cinco nuevos modelos, que incluyen movimientos mecánicos y detalles decorativos artísticos con bandas de Ginebra y tornillos teñidos de azul.

## Nuevo comienzo con nuevos propietarios
Durante un tiempo, Laco experimentó graves problemas económicos, y tuvo que declararse en quiebra el 30 de junio de 2009. Se llevaron a cabo intensas negociaciones con varias empresas. Kienzle AG resultó ser un socio desfavorable: durante un corto período de tiempo, Laco se encontró bajo el paraguas de Kienzle Lacher Uhrenmanufaktur GmbH, pero Kienzle al poco tiempo también entró en liquidación. En la primavera de 2010, Laco reanudó su actividad con ocho empleados y volvió a sus orígenes: centrarse en la artesanía en lugar de en la industria. Bajo la nueva dirección, los relojes de piloto se mejoraron aún más. Desde 2010, Laco ha lanzado con éxito dos docenas de nuevos modelos.

## Vínculo histórico con los relojes B (relojes B-Uhren)

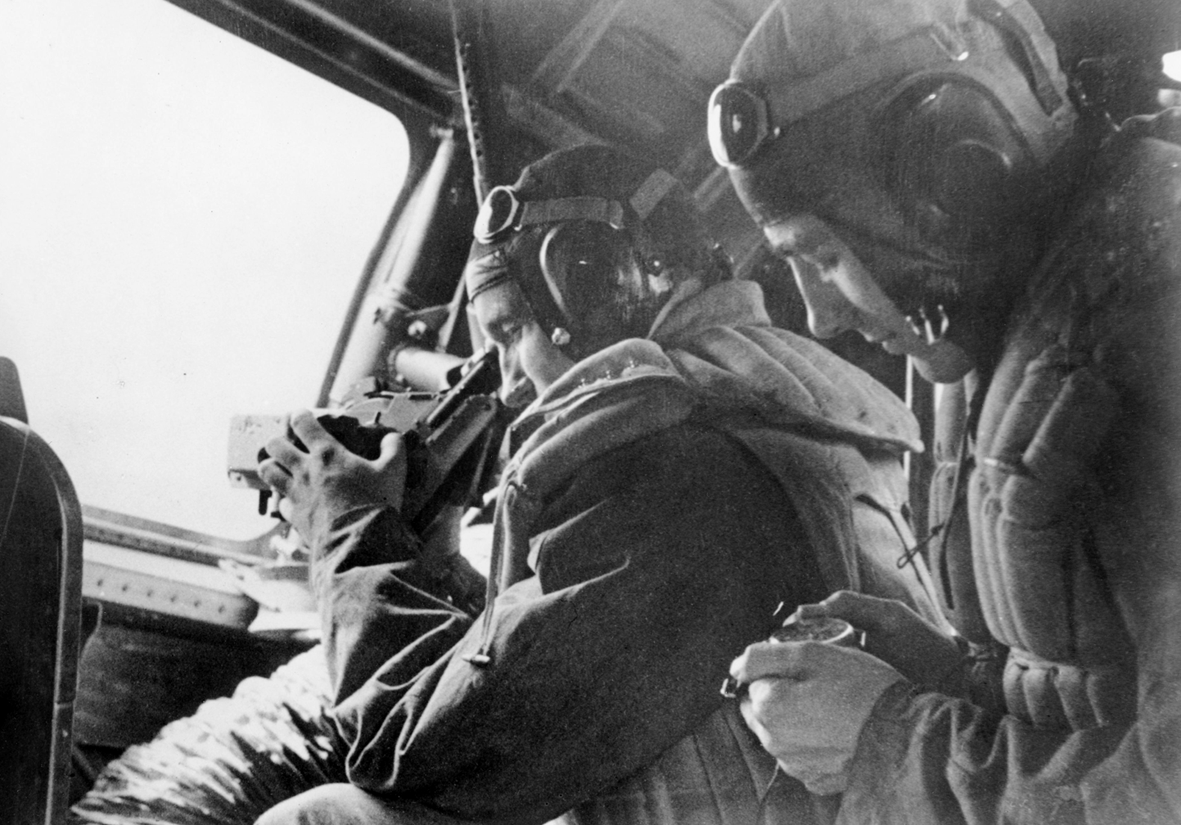
Pilotos con relojes Laco

Reloj de piloto original, abierto

Durante la Segunda Guerra Mundial se produjeron los relojes B (B de "Beobachtung" en alemán, con el significado de "observación"; en alemán Beobachtungsuhren, B-Uhren o B-Uhr), también conocidos como relojes de observación, relojes de navegación o relojes de vuelo. Cinco fabricantes produjeron relojes B para la Luftwaffe alemana:
- Lange & Söhne
- Laco (Lacher & Co)
- Stowa (Walter Storz)
- Wempe (Chronometerwerke Hamburg)
- IWC

Estos relojes incluían los siguientes movimientos de alta gama:
- Lange & Söhne: calibre 48/1
- Laco: Durowe calibre D 5
- Stowa: Unitas calibre 2812
- Wempe: Thommen calibre 310
- IWC: calibre 52 SC (SC = seconde central)

El Ministerio del Aire Imperial (Reichsluftfahrtministerium - RLM) definió las especificaciones de estos relojes. En base a estas especificaciones, los relojes tenían las siguientes características en común:
- Diámetro de la caja de 55 mm
- Grabado con FL 23883 en la parte posterior y en el lado izquierdo de la caja (FL = vuelo, 23 = navegación, 883 = especificación del Instituto Alemán de Investigación para la Aviación (Deutsche Versuchsanstalt für Luftfahrt))
- Coronas grandes, para poder operarse con los guantes puestos
- Movimiento de parada (al tirar de la corona, el segundero se detiene / importante para un ajuste preciso de la hora)
- Volante regulador Breguet
- Regulado y probado como cronómetro
- Correa de cuero (para colocarlo fácilmente en la manga de una chaqueta de piloto)